# سيفان نيشانيان
سيفان نيشانيان (بالأرمنية: Սեւան Նշանեան) و (بالتركية: Sevan Nișanyan)‏ هو كاتب ومدون وفيلسوف أرمني تركي ولد في يوم 21 ديسمبر 1956 في مدينة إسطنبول في تركيا، تلقى تعليمه في الفلسفة من جامعة ييل وثم تعلم العلوم السياسية في جامعة كولومبيا، اشتهر بنقده للسياسة التركية وللإسلام، ألف كتاب الجمهورية الزائفة وكتاب قاموس التأصيل وحاز على جائزة الحرية لعايشه نور زنكلو في سنة 2004، تم القبض عليه بتهمة بناء غير قانوني في حديقته وحكم بالسجن لمدة 17 سنة، أتهمت الحكومة التركية فيما بعد أن محاكمته كانت سياسية، ذكر أنه هرب من السجن في يوليو 2017 ليستقر فيما بعد في بلجيكا.